# Kleiner Sankt Bernhard
Der Kleine Sankt Bernhard (französisch Col du Petit Saint-Bernard; italienisch Colle del Piccolo San Bernardo) ist ein 2188 m s.l.m. hoher Pass in den Grajischen Alpen, der das Isèretal im französischen Département Savoyen mit dem Aostatal verbindet. Erbaut wurde die Passstraße von Napoleon III.
Auf der ausgedehnten Passhöhe verläuft die Grenze zwischen Frankreich und Italien. Der Kulminationspunkt der Passstraße liegt auf italienischer Seite.
Die Straße ist im Winter gesperrt; mehrere Abschnitte werden dann als Skipisten des Skigebietes La Rosière-La Thuile genutzt.

## Geschichte

La Thuille, Route kl. San. Bernhard. Historisches Luftbild von Werner Friedli (1957)

Auf der Wasserscheide liegt der urgeschichtliche Steinkreis des Kleinen Sankt Bernhard.
Der Kleine Sankt Bernhard ist eine von mehreren Möglichkeiten für Hannibals Zug über die Alpen.
Auf der französischen Seite befindet sich kurz vor der Passhöhe ein Monolith. Er trug einst eine Statue des römischen Gottes Jupiter, heute diejenige des christlichen Heiligen Bernhard von Menthon. Dieser soll das Hospiz auf dem Pass gegründet haben, von dem nur noch eine Ruine übrig geblieben ist.
Das neue Hospizgebäude stand unter der Leitung des Ritterordens der hl. Mauritius und Lazarus. Ein bekannter Betreuer des Hospizes war Pierre Chanoux, auf welchen der Alpine botanische Garten Chanousia an der Passstraße zurückgeht.
Nach der italienischen Kriegserklärung an Frankreich am 10. Juni 1940 im Zweiten Weltkrieg kam es während der Schlacht in den Westalpen zu schweren Kämpfen auf der Passhöhe, in deren Verlauf allein auf italienischer Seite 600 Menschen ums Leben kamen. Das Hospizgebäude und der botanische Garten wurden zerstört.
Der Kleine Sankt Bernhard stand bisher viermal auf dem Programm der Tour de France: 1949, 1959, 1963 und 2009.